# Etelberto (nome)
Etelberto  è un nome proprio di persona italiano maschile.

## Varianti
- Maschili: Edelberto[2], Edilberto[2]
- Femminili: Etelberta[1]

### Varianti in altre lingue
- Anglosassone: Æðelberht[3][4], Æþelbeorht[4], Æðelbryht[5]
- Catalano: Etelbert[6]
- Inglese: Ethelbert[3][4]
  - Femminili: Ethelberta[3]
- Spagnolo: Etelberto[6]

## Origine e diffusione

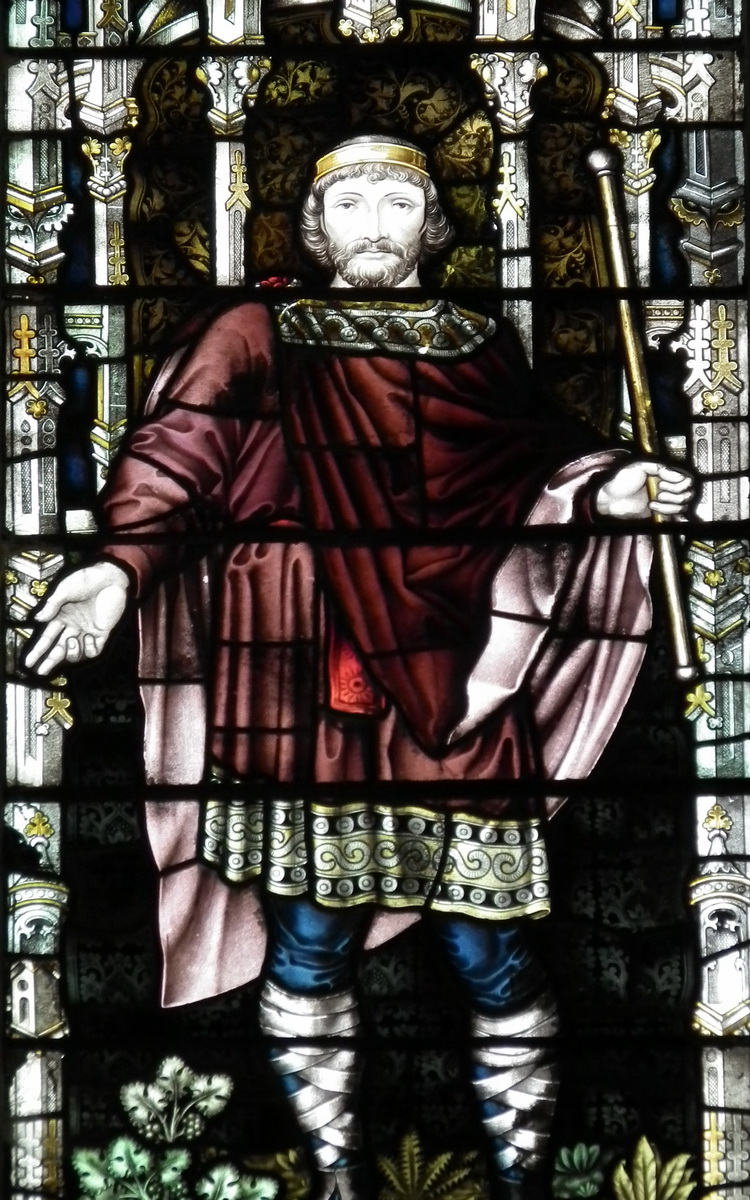
Etelberto del Kent in una vetrata della cattedrale di Canterbury

Deriva dal nome anglosassone Æðelberht, composto da æðele o æðel ("nobile") e bryht o beorht ("bello", "brillante", "divino", "illustre"); etimologicamente, è imparentato con il nome Adalberto, che è composto dai corrispettivi longobardi degli stessi elementi.
Il nome venne portato da alcuni importanti personaggi della storia inglese, fra cui Etelberto del Kent, che unificò sotto di sé gran parte dell'Inghilterra e che è anche venerato come santo. Dopo la conquista normanna cadde sostanzialmente in disuso, sostituito da Adalbert; la sua forma medio inglese, Ethelbert, venne brevemente riportata in voga nel XIX secolo; nello stesso periodo si diffuse anche la forma femminile Ethelberta, resa celebre dal romanzo di Thomas Hardy The Hand of Ethelberta. La sua diffusione in Italia è scarsa, ed è attestato sporadicamente nel Nord, pallido riflesso del culto dei vari santi così chiamati.

## Onomastico
L'onomastico si può festeggiare in memoria di più santi, alle date seguenti:
- 24 febbraio, sant'Etelberto, re del Kent[8][9]
- 20 maggio, sant'Etelberto II, re dell'Anglia orientale[8][9]
- 17 ottobre, sant'Etelberto, principe del Kent, martire con il fratello Etelredo[6][8][9]

## Persone
- Etelberto, principe del Kent
- Etelberto II dell'Anglia orientale, re dell'Anglia orientale
- Etelberto del Kent, re del Kent
- Etelberto del Wessex, re del Wessex

### Varianti
- Ethelbert William Bullinger, teologo e biblista inglese
- Edelberto dalla Nave, architetto italiano